# Kevin-Prince Boateng
Kevin-Prince Boateng (Berlín, 6 de marzo de 1987) es un exfutbolista alemán de origen ghanés que jugaba como centrocampista o delantero. Es hermano mayor del también jugador de fútbol Jérôme Boateng. También jugó en la selección de fútbol de Ghana.

## Trayectoria

### Hertha Berlin
Formado en el Hertha Berlín desde los 7 años, pasando por todas sus categorías hasta debutar en la Bundesliga en agosto de 2005 contra el Eintracht Fráncfort.

### Tottenham Hotspur
En julio de 2007 es traspasado al Tottenham Hotspur, por una cifra de 5,4 millones de euros. Jugó su primer partido en la Premier League el 3 de noviembre contra el Middlesbrough. Con la salida del entrenador del Tottenham, Martin Jol, y la llegada de Juande Ramos, deja de tener protagonismo en el equipo.
Hizo su reaparición con la llegada de Harry Redknapp, con dos victorias en casa ante el Liverpool en la cuarta ronda de la Copa de la Liga. Sin embargo en noviembre de 2008 es cedido al Borussia Dortmund por el resto de la temporada. Regresó al Tottenham en la final de la temporada 2008-09. En su último partido con los Spurs, ingreso como suplente en el triunfo 5-1 contra Doncaster Rovers en la Copa de la Liga en agosto de 2009.

### Portsmouth

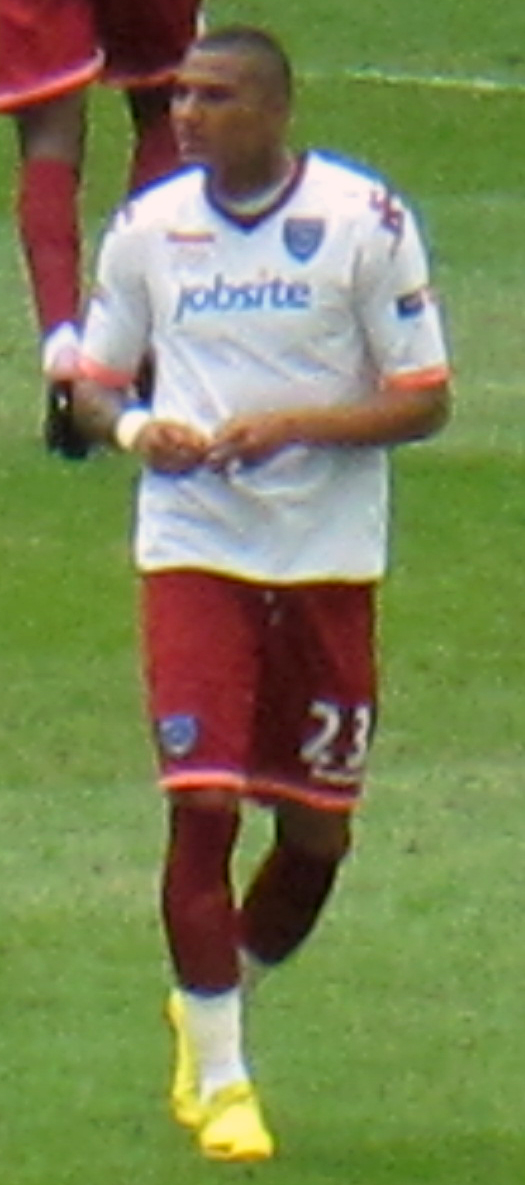
Kevin-Prince Boateng en la camiseta del Portsmouth durante la final de la Copa FA

En agosto de 2009 firma un contrato de tres años con el Portsmouth Football Club por un precio que se cree que fue de alrededor de 4 millones de libras. Anotó su primer gol con Portsmouth en la derrota por 3 a 2 ante el Bolton Wanderers. Continuó su buena forma durante los siguientes partidos ganado la titularidad en el equipo.
El 15 de mayo de 2010, Boateng fue objeto de mucha controversia en la derrota por 1-0 ante el Chelsea en la final de la Copa FA 2010. En la primera mitad, Boateng cometió una falta sobre el jugador del Chelsea, Michael Ballack, causándole una rotura parcial de los ligamentos del tobillo derecho y provocando que éste se perdiera la Copa Mundial de Sudáfrica de 2010. Además tuvo un penalti que erró en el minuto 54 de juego. Boateng más tarde se disculpó por la entrada sobre Ballack diciendo: "Lo siento, no fue intencionado. Llegué al corte demasiado tarde".

### AC Milan
Tras disputar una muy buena Copa del Mundo de Sudáfrica sería transferido al Génova FC de la Serie A italiana, e inmediatamente se unió al A. C. Milan en préstamo.
Jugó su primer partido en la Serie A con el Milan el 29 de agosto de 2010, en la victoria por 4-0 contra el Lecce después de haber entrado en el minuto 75. El 15 de septiembre de 2010, Boateng hizo su debut en la Liga de Campeones de la UEFA con el Milan en la victoria por 2-0 sobre el AJ Auxerre, en San Siro.
Massimiliano Allegri entrenador del Milan, quedó impresionado con sus actuaciones en los dos primeros partidos, por lo que optó a que comenzara en los siguientes dos partidos contra el Catania y el SS Lazio como titular. Marcó su primer gol con el Milan contra el Brescia, tras una asistencia de Zlatan Ibrahimović, en el minuto 4, dando al club una ventaja de 1-0; el partido terminó con una victoria por 3-0. Su segundo gol vino el 12 de diciembre de 2010 contra el Bolonia, con una volea desde la línea de penalti. Anotó su tercer gol en la victoria por 3-0 sobre el Napoli, el 28 de febrero de 2011.

Regresó a White Hart Lane, el estadio del Tottenham Hotspur, el 9 de marzo de 2011, en los octavos de final de la UEFA Champions Leagueen los que caería eliminado el Milan. Disputó el clásico número 154 contra el Inter, conocido como el Derby della Madonnina, que finalmente ganaría el AC Milan por 3-0, con una gran actuación de Boateng.

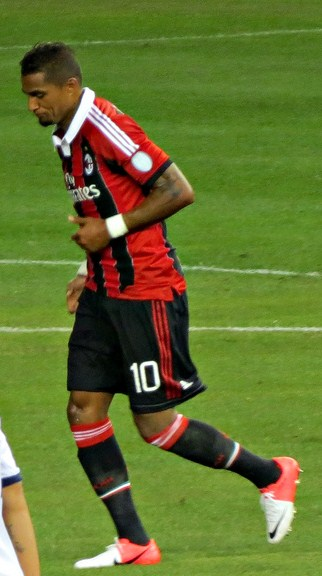
Kevin-Prince Boateng con la camiseta de AC Milan

En 2011 el AC Milan ejerce la opción de compra que tenía sobre el jugador ante el Génova C. F. C. El 6 de agosto Boateng disputaría la Supercopa de Italia junto al AC Milan, ante su clásico rival el Inter de Milán, en el Estadio Nacional de Pekín, China. El primer tiempo finalizó con un triunfo parcial del Inter con gol de Wesley Sneijder (22') (0-1), en el segundo tiempo el AC Milan con goles de Ibrahimović (60') (1-1) y el mismo Boateng (69') (2-1), daría la vuelta el partido, ganando la Super Copa Italiana. Además el AC Milan se quedó así con el Derby della Madonnina número 208.
En la temporada 2011-2012 no tiene continuidad en el juego debido a las lesiones, sin embargo, en las veces que participa deja muy buenas impresiones, como el gol que le marcó al FC Barcelona el 23 de noviembre de 2011 en San Siro por la fase de grupos de la Liga de Campeones de la UEFA 2011-2012, al recibir un pase de Gianluca Zambrotta y luego hacer un autopase para quitarse la marca de Éric Abidal y definir de derecha frente a Víctor Valdés. Igualmente ante el Arsenal en los octavos de final de la misma competición, en donde, no jugando al 100% y logró anotar otro gol luego de rematar con la derecha un disparo certero y explosivo que dejó parado a Wojciech Szczęsny.
El 3 de enero de 2013, cuando el Milan estaba jugando contra el club Pro Patria un amistoso a mitad de temporada, Boateng y varios otros jugadores del Milan fueron blanco de cánticos racistas de una sección de la grada de Pro Patria. Boateng reaccionó mandando el balón a las gradas antes de abandonar el terreno de juego, y fue seguido por sus compañeros fuera. El partido fue posteriormente suspendido. Su decisión de marchar fuera de la cancha fue respaldada más tarde por varios jugadores y comentaristas.
El 20 de febrero, Boateng anotó el primer gol para el Milan contra el F. C. Barcelona en la ida de los octavos de la UEFA Champions League 2012-13, partido que el Milan ganaría 2-0, aunque posteriormente fuera eliminado.

### Schalke 04
El 30 de agosto de 2013, fue traspasado al Schalke 04 alemán por una cifra de 12 millones de euros. Debutó con el Schalke 04 en la victoria por 2-0 ante el Bayer 04 Leverkusen. El 14 de septiembre de 2013, marcó el gol de la victoria del Schalke 04 en la victoria por 1-0 sobre el Maguncia 05. El 30 de octubre de 2013, fue elegido por los fanes como "jugador del mes" del Schalke 04. El 9 de noviembre de 2013, marcó su primer doblete ante el Werder Bremen y Schalke 04 ganó el partido por 3-1. Marcó siete goles en la Bundesliga en la temporada acabando el Schalke en tercer lugar y clasificando un año más para la Champions League.
El 11 de mayo del 2015 fue apartado indefinidamente del club junto a sus compañeros Sidney Sam y Marco Höger por un acto de indisciplina después del partido contra el Colonia. Finalmente, su contrato con el Schalke terminó el 8 de diciembre de 2015.

### Vuelta al AC Milan
El 4 de enero de 2016, regresa al A. C. Milan por seis meses. Llegó a jugar su primer encuentro el día 9 de enero de 2016, cinco días después de su fichaje, en el Estadio Olímpico de Roma entrando en el terreno de juego en el minuto 57 sustituyendo a su compañero Luiz Adriano. El partido acabaría con 1-1 en el electrónico. Al final de la temporada, con escasa participación, deja la entidad milanesa, quedando sin equipo.

### Unión Deportiva Las Palmas
El 1 de agosto de 2016, ficha como agente libre por la U. D. Las Palmas, equipo de la Primera División española. El club grancanario acuerda con el ghanés un contrato por un año, con una cláusula de renovación de otro año más, si las partes llegan a un acuerdo. Debutó en la Liga en la primera jornada ante el Valencia C. F., donde se estrenó como goleador en Mestalla y entró en el club de jugadores que han marcado en las 4 grandes ligas de Europa. El partido finalizó 2-4 para los canarios. El 17 de mayo de 2017 amplió su contrato con la U. D. las Palmas hasta 2020. Sin embargo de forma sorpresiva el 16 de agosto de 2017 rescindió su contrato por  "motivos personales de carácter irreversibles".

### Eintracht Fráncfort
Dos días más tarde se incorporó al Eintracht Fráncfort de la Bundesliga alemana. Acabó la temporada consiguiendo la Copa de Alemania.

### Sassuolo Calcio
En julio de 2018 se desligó del conjunto alemán para volver a Italia, fichando por el Sassuolo Calcio.

### F. C. Barcelona
El 21 de enero de 2019 se incorporó al F. C. Barcelona en calidad de cedido hasta final de temporada, con una opción de compra de 8 millones de euros, convirtiéndose en el primer jugador ghanés en jugar en el club culé. Sin apenas participación, el 30 de junio dejó el club.

### Fiorentina
El 31 de julio de 2019 fichó por dos años con la Fiorentina, de nuevo en la Serie A italiana, convirtiéndose en el undécimo club de su carrera.

### Beşiktaş
El 31 de enero de 2020 fue cedido hasta el final de la temporada al Beşiktaş turco.

### AC Monza
El 24 de septiembre de 2020 fue fichado el A. C. Monza de la Serie B por una temporada, con opción a renovar hasta 2022.

### Regreso a Berlín
Tras no lograr el ascenso con el Monza, en junio de 2021 se hizo oficial su vuelta al Hertha Berlín catorce años después. En junio del año siguiente, días después de haber renovado, anunció su retirada al término de la temporada 2022-23.

## Selección nacional
Fue internacional con la selección alemana sub-21, pero fue expulsado de la misma por su indisciplina. En 2010 recibió la aprobación por parte de la FIFA para representar a Ghana en el Mundial de Sudáfrica.
El 23 de junio de 2010 Kevin-Prince Boateng jugó con Ghana contra su hermano Jérôme Boateng (que jugó con Alemania) en la Copa Mundial de Fútbol de 2010. El partido acabó con derrota de Ghana por 0-1. No se conoce ningún otro antecedente de un partido de un Mundial en el que dos hermanos se enfrenten jugando para dos países distintos. Más tarde anotaría en el triunfo por los octavos de final, contra la selección de los Estados Unidos.
El 12 de mayo de 2014 el entrenador de la selección de Ghana, Akwasi Appiah, incluyó a Boateng en la lista preliminar de 26 jugadores preseleccionados para la Copa Mundial de Fútbol de 2014. Semanas después, el 1 de junio, fue ratificado en la lista final de 23 jugadores que viajarían a Brasil. Boateng y Ghana volvieron a enfrentarse a Alemania al compartir el grupo en la Copa Mundial de fútbol de 2014 en el grupo G y se enfrentaron en la segunda fecha el 21 de junio de 2014 en el estadio de Fortaleza. El partido acabó en empate, 2-2. No obstante, Boateng concluiría su participación en la Copa del Mundo después de ese partido luego de que fuera retirado del equipo por motivos disciplinarios.

### Participaciones en Copas del Mundo
| Mundial           | Sede      | Resultado        | Partidos | Goles |
| ----------------- | --------- | ---------------- | -------- | ----- |
| Copa Mundial 2010 | Sudáfrica | Cuartos de final | 5        | 1     |
| Copa Mundial 2014 | Brasil    | Fase de grupos   | 2        | 0     |

## Estadísticas
Actualizado al último partido jugado en su carrera deportiva.
| Club                       | País                | Año                 | Partidos | Goles |
| -------------------------- | ------------------- | ------------------- | -------- | ----- |
| Hertha Berlín S. C.        | Alemania            | 2005-2007           | 53       | 5     |
| Tottenham Hotspur F. C.    | Inglaterra          | 2007-2008           | 25       | 1     |
| Borussia Dortmund (cesión) | Alemania            | 2008-2009           | 11       | 0     |
| Portsmouth F. C.           | Inglaterra          | 2009-2010           | 27       | 5     |
| A. C. Milan                | Italia              | 2010-2013           | 100      | 17    |
| F. C. Schalke 04           | Alemania            | 2013-2015           | 60       | 7     |
| A. C. Milan                | Italia              | 2016                | 14       | 1     |
| U. D. Las Palmas           | España              | 2016-2017           | 28       | 10    |
| Eintracht Fráncfort        | Alemania            | 2017-2018           | 29       | 6     |
| U. S. Sassuolo Calcio      | Italia              | 2018-2019           | 15       | 5     |
| F. C. Barcelona (cesión)   | España              | 2019                | 4        | 0     |
| ACF Fiorentina             | Italia              | 2019-2020           | 15       | 1     |
| Beşiktaş J. K. (cesión)    | Turquía             | 2020                | 11       | 3     |
| A. C. Monza                | Italia              | 2020-2021           | 21       | 5     |
| Hertha Berlín S. C.        | Alemania            | 2021-2023           | 38       | 0     |
| Total en su carrera        | Total en su carrera | Total en su carrera | 451      | 66    |

### Hat-tricks
| Partidos en los que anotó tres o más goles | Partidos en los que anotó tres o más goles | Partidos en los que anotó tres o más goles | Partidos en los que anotó tres o más goles | Partidos en los que anotó tres o más goles | Partidos en los que anotó tres o más goles | Partidos en los que anotó tres o más goles |
| N.º                                        | Fecha                                      | Estadio                                    | Partido                                    | Goles                                      | Resultado                                  | Competición                                |
| ------------------------------------------ | ------------------------------------------ | ------------------------------------------ | ------------------------------------------ | ------------------------------------------ | ------------------------------------------ | ------------------------------------------ |
| 1                                          | 23 de octubre de 2011                      | Estadio Via del Mare, Lecce                | U. S. Lecce - A. C. Milan                  |                                            | 3 - 4                                      | Serie A 2010-11                            |

## Palmarés

### Títulos nacionales
| Título                     | Club                    | País       | Año  |
| -------------------------- | ----------------------- | ---------- | ---- |
| Copa de la Liga            | Tottenham Hotspur F. C. | Inglaterra | 2008 |
| Serie A                    | A. C. Milan             | Italia     | 2011 |
| Supercopa de Italia        | A. C. Milan             | Italia     | 2011 |
| Copa de Alemania           | Eintracht Fráncfort     | Alemania   | 2018 |
| Primera División de España | F. C. Barcelona         | España     | 2019 |

## Vida privada
Boateng es afro-alemán y nació en Berlín hijo de la alemana Christine Rahn y del ghanés Prince Boateng. Es mayor que su medio hermano de lado paterno Jerome Boateng, también futbolista profesional.